# Georges Despret
Ne doit pas être confondu avec Georges Desprez.
Pour les articles homonymes, voir Despret.
Georges (ou « George ») Despret (né le 7 décembre 1862 à Binche, Belgique et mort le 24 décembre 1952 à Paris) est un ingénieur, chercheur, artiste, maître verrier et capitaine d'industrie belge naturalisé français à 19 ans.

## Famille
George Despret est issu d'une famille fort ancienne de maîtres de forges et de verreries du Hainaut (France et Belgique, e.a. Anor et Chimay, voir e.a. Albert Victoire Despret, Vinciane Despret).
Il est le fils de Joséphine Dessigny et d'Edouard Despret (Chimay, 1833 - Bruxelles, 1906), maître de forges à Anor (F) et à Chimay (B), directeur puis vice-Gouverneur de la Société générale de Belgique de 1883 à sa mort en 1906 (il fut remplacé à ce poste par Jean Jadot), fondateur et président, entre autres, de la Compagnie du Congo pour le Commerce et l'Industrie (CCCI), fer de lance du groupe d'Albert Thys et du développement économique de la colonie de Léopold II.
Il est le frère cadet de Maurice Despret (Binche, 1861 - Spa, 1933), sénateur, avocat à la Cour de cassation (Belgique) et président, entre autres, de la Banque de Bruxelles, seconde plus grande banque de Belgique à l'époque.
Il eut un fils, Edouard-Hector, décédé à l'âge de 14 ans, et une fille, Madeleine, qui devint par son mariage avec Fernand Doumer la belle-fille du Président français Paul Doumer.
Note: George Despret est en général repris dans la littérature comme citoyen français, car bien qu'il soit Belge de naissance, il prit le 18 janvier 1896 la nationalité française.

## Carrière professionnelle
George Despret fut préparé au métier de maître verrier dès l'enfance par son oncle, Hector Despret, maître de forge et industriel verrier, qui voyait en lui son successeur à la direction des Manufactures de glaces qu'il avait fondées et dirigeait à Floreffe (B) et Jeumont (F).
À la mort de ce dernier le 2 juin 1884 à l'âge de 62 ans, George Despret lui succéda effectivement à la direction de ces établissements, alors qu'il n'avait lui-même que 22 ans et qu'il était à cette période élève à l'École spéciale des mines et des arts et manufactures de Liège, aujourd'hui intégrée à l'Université de Liège. Il porta rapidement son attention sur les perfectionnements à réaliser à l'outillage et dès le mois de mars 1885, il débutait à Jeumont la fabrication de verres spéciaux.
En 1887,il obtint la liberté d'exporter et, dès ce moment, ses verreries connurent un très grand essor et acquirent une importance considérable au sein de l'industrie verrière occidentale, entre autres dans le domaine des glaces, miroirs, dalles et revêtements en pâte de verre. Ainsi, en 1893, la glacerie de Jeumont annexa celle de Recquignies, puis celle de Boussois en 1908. Il créa ainsi la "Réunion des Glaces et Verres spéciaux du Nord de la France". À la suite des deux guerres mondiales qui virent les installations industrielles en grande partie détruites, la production fut petit à petit centralisée dans les glaceries de Boussois, qui sont toujours en intense activité à ce jour (Glaverbel, AGC Glass Europe).
Durant la Première Guerre mondiale, George Despret fut attaché pendant un temps, à titre bénévole, au Cabinet du Ministre français du Commerce, comme chef des services techniques. C'est durant cette période qu'il put participer à jeter les bases de l'Institut français d'Optique (devenue l'Ecole Supérieure d'Optique), de l'Institut de Céramique et de la fabrication des matières colorantes en France,.
Sa grande créativité technique le verra déposer énormément de brevets capitaux pour l'avenir de l'industrie verrière. Son  excellente maîtrise de la finance industrielle et son audace ingéniorale permettront entre autres à son beau-frère, l'ingénieur belge Emile Fourcault, de mettre au point avec Émile Gobbe le procédé moderne de fabrication du verre à vitre, en continu, par étirage au départ du four à bassin. Ce procédé a connu un succès international après la Première Guerre mondiale.
George Despret prit des responsabilités dans divers domaines de l'industrie et de la finance. Il fut par exemple Président, de 1931 à 1940, de la Banque Transatlantique, l'une des plus anciennes banques privées de France.
George Despret fut, entre autres, élevé au grade de Commandeur de l’Ordre de Léopold  (Belgique, le 29 juillet 1926) et décoré de la Grand-Croix de la Légion d'honneur (France, le 8 janvier 1935).

## Travaux artistiques

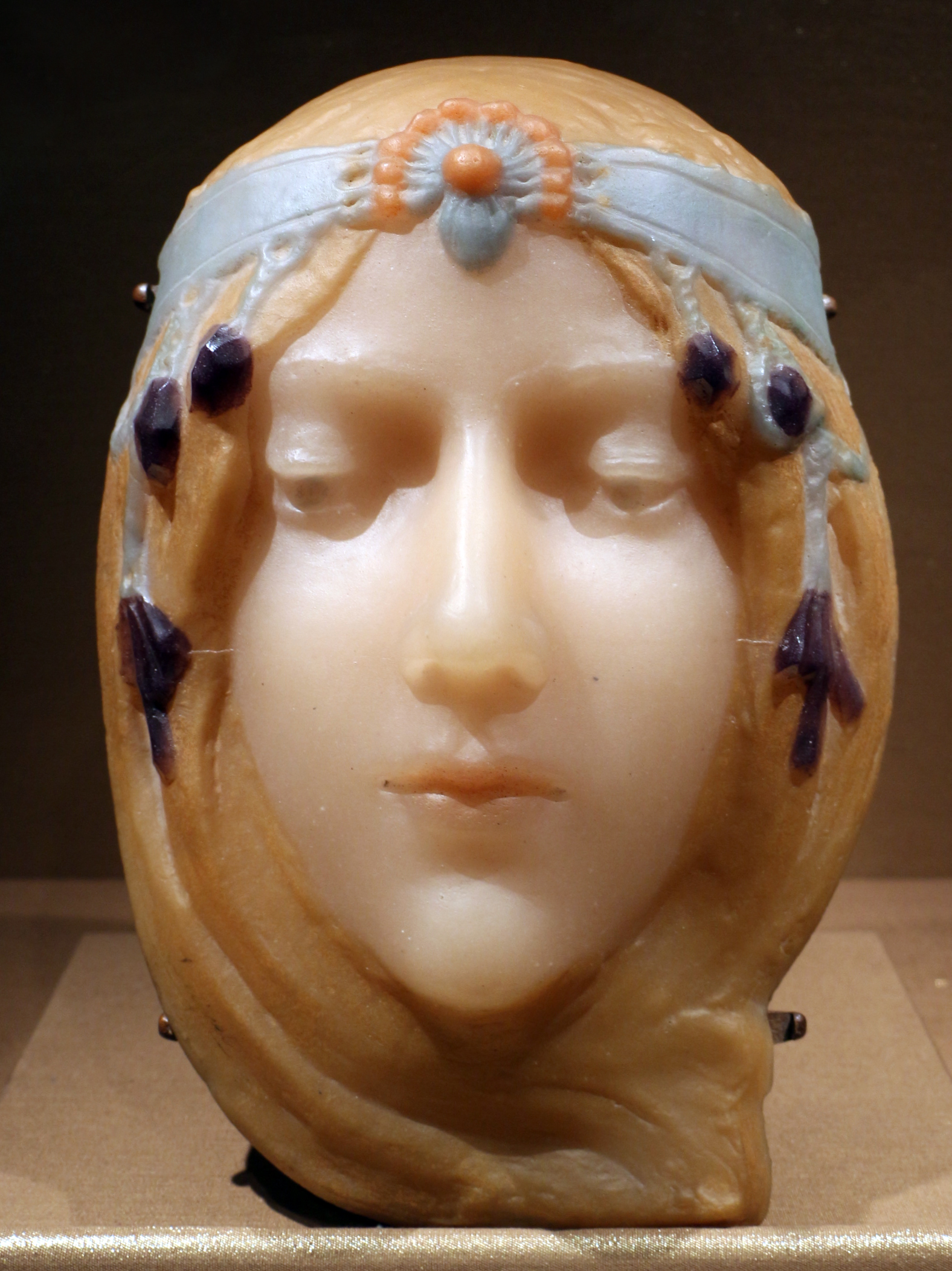
Masque de Cléo de Mérode.

En parallèle de cette carrière brillante, il se met en quête du secret de la pâte de verre de la Rome antique (les murrhins) et ce à l'instar mais indépendamment du parisien Henry Cros.
Dès 1889-1890, dans son atelier installé à effets de recherches au sein de son usine de Jeumont, il aboutira à une recette exploitable et réalisera des masques de personnages historiques et contemporains (Bonaparte, Cléo de Mérode) ainsi que de la micro statuaire classique (Vénus de Cnide, Faune).
Il s'entoure dans ce travail de collaborateurs de renom, comme la peintre et sculptrice belge Yvonne Serruys avec laquelle il fera exécuter plus de 300 pièces différentes au sein de l'usine de Jeumont, ou son dessinateur Gérard Nicollet, ou encore le sculpteur Pierre le Faguays.
"L'Exposition Universelle de Paris en 1900 lui offre l'occasion, entre autres, de démontrer publiquement les extraordinaires possibilités de son procédé. Sa pâte de verre est parfaitement agréable à l'œil et au toucher. Elle apparaît aux contemporains émerveillés comme la matérialisation du rêve de toutes les générations antérieures de chercheurs passionnés qui s'y essayèrent en vain".
Il aura également une production de verre soufflé décoré aux pigments intercalés qui auront un rendu proche des grès japonais et qui marqueront une rupture visionnaire par rapport à l'art nouveau (annonce de l'art déco)
En outre, le Kiyosato Kitazawa Museum of Art au Japon possède également des portes et différentes pièces d'exceptions réalisées par George Despret et qui corroborent la diversité de la production du verrier belge.

## Héritage
Ses usines, son atelier et le Musée Communal de Jeumont qu'il avait généreusement dotés furent détruits par des bombardements durant les deux guerres mondiales. Ces évènements firent disparaître une très importante quantité de ses œuvres et archives techniques et iconographiques, et sont une des raisons de la méconnaissance relative de cet artiste par le grand public.
Longtemps oublié parmi les maîtres de la véritable pâte de verre (en comparaison des suiveurs Almaric Walter et Argy-Rousseau, etc)  bien qu'étant un des deux redécouvreurs de la technique, il n'en demeure pas moins d'avis d'experts, celui qui a approché le plus fidèlement la technique antique des murrhins romains.
À Boussois (Nord), la ville verrière est restée marquée par l'activité industrielle et entrepreneuriale de George Despret: la partie la plus ancienne des glaceries, toujours en activité (part. MH), l'église paroissiale Saint-Martin (1928, MH)et le Foyer des Travailleurs, les Cités des Fleurs (1948, MH) ou du Maroc (…, MH), ont été construites sous l'impulsion de ce dernier.
George Despret est décédé à son domicile du 61, Quai des Orfèvres le 24 décembre 1952. Il repose au cimetière du Père Lachaise à Paris.